# Міка Норонен
Міка Норонен (фін. Mika Noronen; 17 червня 1979, м. Тампере, Фінляндія) — фінський хокеїст, воротар. 

## Кар'єра
Вихованець клубу Таппара, за який виступав чотири сезони у СМ-лізі. Був обраний у Драфті НХЛ 1997 року у першому раунді під 21 номером клубом Баффало Сейбрс. З 1999 по 2003 роки виступав за фарм-клуб Рочестер Американс (АХЛ). Три сезони відіграв за «Сейбрс». У сезоні 2005/06, Міка був проданий до клубу Ванкувер Канакс. 14 березня 2006 року зіграв свою першу гру за Ванкувер поступившись 0:5 Нашвілл Предаторс. 
У серпні 2006 року, Норонен уклав контракт з Ак Барс, через рік перейшов до іншого російського клубу Торпедо (Нижній Новгород). У січні 2009 року перейшов до ХК «Лінчепінг» (Елітсерія). Наприкінці сезону 2009/10 років повернувся до Фінляндії, уклавши контракт з ЮІП (Ювяскюля). Після закінчення контракту, виступав за ГІФК (Гельсінкі).
Сезони 2010/13 років провів у клубі Лукко. 
У сезоні 2013/14 років виступав за Давос, у складі якого брав участь в Кубку Шпенглера.
Сезон 2014/15 провів у чемпіонаті Німеччини за мюнхенський клуб «Ред Булл».
Влітку 2015 повернувся до рідного клубу «Таппара».
У 2016 завершив кар'єру гравця.

## Досягнення
- Чемпіон Європи серед юніорів — 1997.
- Чемпіон світу серед молодіжних команд — 1998.
- Пам'ятна нагорода Реда Гарретта, найкращий новачок АХЛ — 2000.
- Володар Кубок європейських чемпіонів у складі Ак Барс — 2007.